# Constance van Sicilië (1154-1198)
Constance I van Sicilië (Costanza d'Altavilla) (1154 – 28 november 1198) was de vrouw van Hendrik van Hohenstaufen. Zij werd keizerin bij de kroning van haar man tot keizer Hendrik VI van het Heilige Roomse Rijk in 1191 en zij werd koningin van Sicilië bij de kroning van Hendrik op kerstdag 1194 in Palermo. Zij was de moeder van keizer Frederik II.

## Biografie
Constance was de dochter van Beatrix van Rethel en Rogier II van Sicilië (postuum). Constance was verloofd na haar dertigste, wat ongebruikelijk laat was voor een prinses, omdat het huwelijk een belangrijk dynastiek onderhandelingsmiddel was. Dit gaf aanleiding tot geruchten, enerzijds dat zij non zou zijn geworden en pauselijke dispensatie nodig had om te kunnen trouwen, of anderzijds het gerucht dat zij onbeschrijfelijk lelijk moest geweest zijn. Voor beide beweringen is geen bewijs te vinden.
Het huwelijk van koning Willem II van Sicilië was kinderloos gebleven, waardoor Constance als zijn tante erfgenaam van het koninkrijk werd. In 1184 verloofde Constance zich met Hendrik van Hohenstaufen, de zoon van keizer Frederik I Barbarossa. Hendrik en Constance trouwden op 27 januari 1186 in Milaan.
De Siciliaanse edelen hadden grote bezwaren tegen een koning uit het huis van Hohenstaufen. Willem II had daarom de belangrijkste edelen aan zijn hof laten beloven dat zij de opvolging van Constance zouden erkennen, als hij zonder erfgenamen zou komen te overlijden. Maar na zijn onverwachte dood in 1189 greep zijn neef Tancred van Lecce de macht en veroverde de troon. Tancred was een bastaardzoon van Rogier, de oudste zoon van Rogier II van Sicilië en had de steun van de belangrijkste edelen in het koninkrijk.
Keizer Frederik Barbarossa stierf in 1190 en een jaar later werden Hendrik en Constance op 15 april in Rome door paus Celestinus III tot keizer en keizerin van het Heilige Roomse Rijk gekroond. Ondanks het verbod van de paus, trok Hendrik VI aan het hoofd van een groot leger naar Zuid-Italië om de Siciliaanse kroon van Tancred op te eisen. De noordelijke steden van het koninkrijk openden hun poorten voor Hendrik, inclusief de oude Normandische bolwerken Aversa en Capua. De hoofdstad van Rogier II op het vasteland, Salerno, gaf aan Hendrik te kennen dat hij welkom was en nodigde Constance uit om in het oude paleis van haar vader te verblijven om aan de zomerhitte te ontsnappen. In Napels ontmoette Hendrik voor het eerst enige tegenstand tijdens zijn militaire campagne. De Napolitanen boden weerstand en door de zomerhitte was een groot gedeelte van het keizerlijke leger getroffen door besmettelijke ziekten en malaria. Dit én een opstand in Duitsland, dwongen het keizerlijke leger om het beleg van Napels op te geven en zich uit het koninkrijk Sicilië terug te trekken. Constance bleef met een klein garnizoen in Salerno achter als teken dat Hendrik van plan was om snel terug te keren.

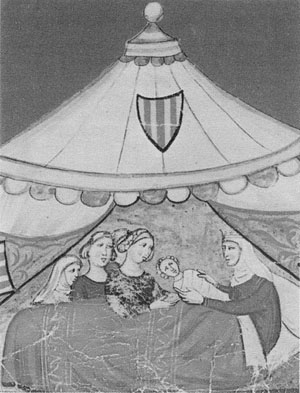
De geboorte van Frederik II

Meteen nadat Hendrik zich met het grootste gedeelte van zijn leger had teruggetrokken, beloofden de steden trouw aan Tancred omdat ze zijn vergelding vreesden. De bevolking van Salerno zag een mogelijkheid om bij Tancred in het gevlij te komen door Constance in Messina aan hem uit te leveren. Bij eventuele onderhandelingen was Tancred in het voordeel. Hij koos er echter voor om de keizerin naar paus Celestinus III in Rome te sturen in ruil voor een pauselijke legitimering van zijn koningschap. De paus hoopte door het regelen van een vrijgeleide voor Constance, een gunstige onderhandelingspositie tegenover Hendrik VI te verwerven, en te voorkomen dat het Keizerrijk en het koninkrijk Sicilië verenigd zouden worden. De pauselijke politiek was er op gericht om te voorkomen dat de pauselijke gebieden door de Hohenstaufen zouden worden ingesloten (tussen hamer en aambeeld). Keizerlijke troepen wisten Constance te bevrijden voordat zij Rome had bereikt en waren in staat om haar over de Alpen in veiligheid te brengen.

## Het koninkrijk Sicilië en de geboorte van Frederik II
Hendrik was al bezig aan de voorbereidingen voor een tweede invasie van Sicilië toen Tancred in 1194 stierf. Terwijl Hendrik zich met zijn leger naar het zuiden spoedde, volgde Constance in een rustiger tempo, omdat ze zwanger was. Op 26 december 1194, één dag na de kroning van Hendrik in Palermo, baarde zij een zoon (de latere koning van Sicilië, en keizer van het Heilige Roomse Rijk, Frederik II) in het stadje Jesi, bij Ancona.
Haar zoon werd geboren in een praaltent op het marktplein in Jesi in aanwezigheid van enkele aanzienlijke dames uit het stadje, die als getuige aanwezig waren. Constance wist dat haar leeftijd (40 jaar) aanleiding zou geven tot geruchten die haar moederschap in twijfel zouden trekken; daarom heeft zij haar pasgeboren kind publiekelijk borstvoeding gegeven.

## Regentschap en dood

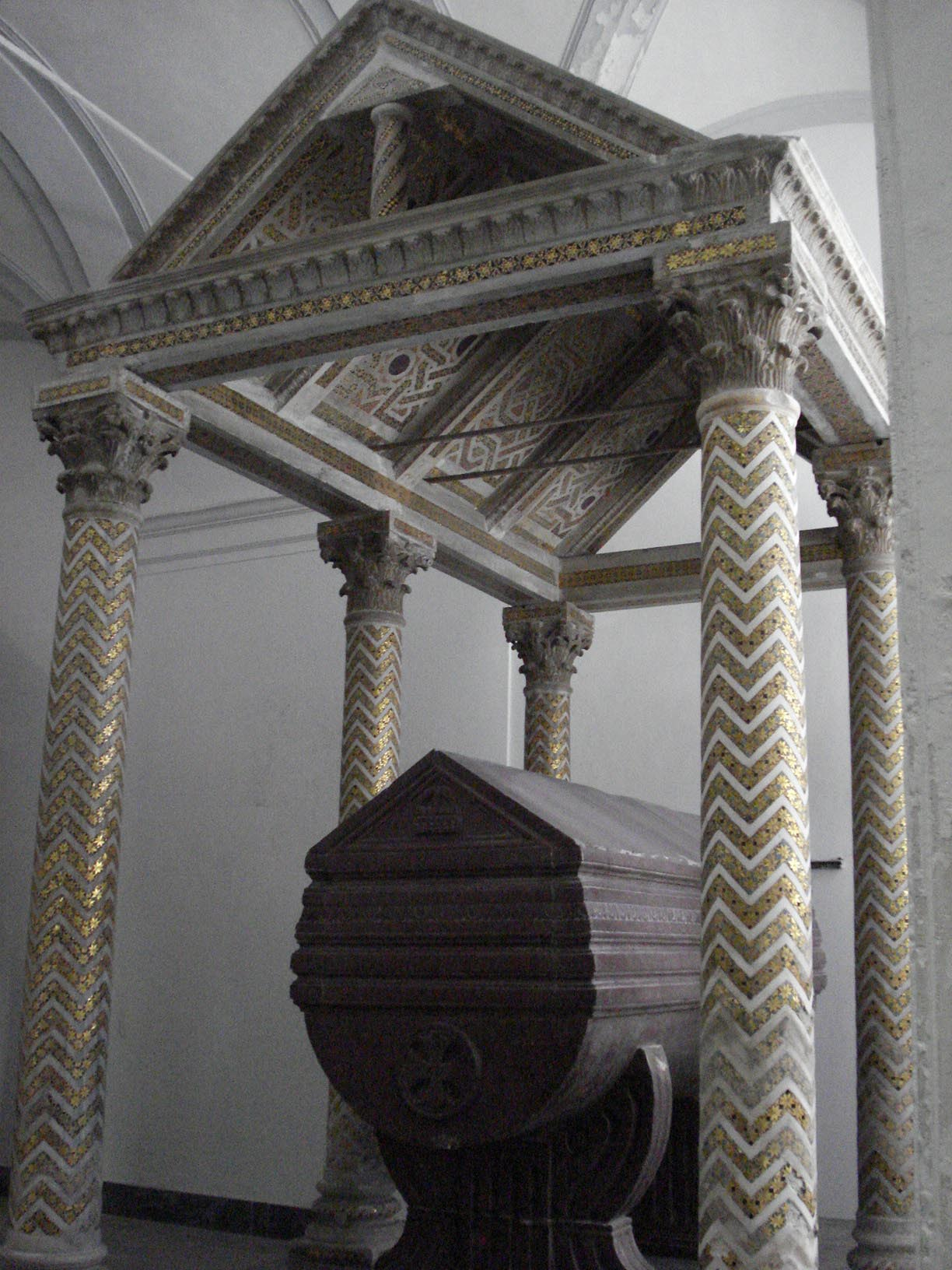
Constances tombe in de kathedraal van Palermo

Hendrik vestigde zijn gezag op Sicilië met grote wreedheid. Veel partijgangers van Tancred, werden gemarteld, opgehangen, verbrand of levend begraven en het graf van Tancred werd geschonden. Kind-koning Willem III van Sicilië, zoon van Tancred, werd gedwongen om af te zien van zijn rechten op de Siciliaanse kroon; hem werden het graafschap Lecce en het prinsdom Tarento beloofd. Korte tijd later werd hij echter gevangengenomen, blind gemaakt, gecastreerd en met zijn familie in Duitse kerkers opgesloten. Door de bevoordeling van de Duitsers in de keizerlijke entourage en het plunderen van de schatkist kwam de Siciliaanse adel in opstand, een opstand die bruut werd neergeslagen. Op het toppunt van zijn macht overleed Hendrik VI op 28 september 1197 aan de gevolgen van een malaria-aanval.
In het daarop volgende jaar liet Constance de drie jaar oude Frederik tot koning van Sicilië kronen en in zijn naam verbrak zij de banden die haar man had gecreëerd tussen het koninkrijk Sicilië en het Heilige Roomse Rijk. Zij omringde zich met lokale adviseurs en als regentes van haar zoontje voerde zij een geheel andere politiek dan haar overleden man. Ze probeerde de machtspositie van sommige ambitieuze Duitsers te beteugelen door hen te binden aan hun lenen (op het vasteland). Ze maakte geen aanspraak op het Rooms-koningschap en het keizerrijk, toen haar driejarige zoontje Frederik werd gezalfd en gekroond in de kathedraal van Palermo (voorjaar 1198). Constance zocht toenadering tot de nieuwe paus Innocentius III en verliet het centrale principe de koning is een door God gezonden gezagsdrager van de Normandische koningen. Gezien de gevaren die het koningskind omringden heeft Constance haar zoon onder de bescherming van Paus Innocentius III gebracht. Ze verwachtte dat hij als Siciliaan zou worden opgevoed en als toekomstig koning van Sicilië, zonder aanspraak te maken op de titel Rooms-Koning, die was toegevallen aan haar zwager Filips van Zwaben.
Op 27 november 1198 overleed Constance. In haar testament bepaalde zij dat haar zoon onder voogdij van zijn feodale heer, Innocentius III zou komen te staan. Ter plaatse in Palermo was kanselier-bisschop Walter van Pagliara de mentor van de jonge Frederik II.
Zij is begraven in de kathedraal van Palermo, evenals haar vader, haar man en later ook haar enige zoon.

## Voorouders
| Voorouders van Constance van Sicilië (1154-1198) | Voorouders van Constance van Sicilië (1154-1198)                        | Voorouders van Constance van Sicilië (1154-1198)                        | Voorouders van Constance van Sicilië (1154-1198)                        | Voorouders van Constance van Sicilië (1154-1198)                        | Voorouders van Constance van Sicilië (1154-1198)                        | Voorouders van Constance van Sicilië (1154-1198)                        | Voorouders van Constance van Sicilië (1154-1198)                        | Voorouders van Constance van Sicilië (1154-1198)                        |
| ------------------------------------------------ | ----------------------------------------------------------------------- | ----------------------------------------------------------------------- | ----------------------------------------------------------------------- | ----------------------------------------------------------------------- | ----------------------------------------------------------------------- | ----------------------------------------------------------------------- | ----------------------------------------------------------------------- | ----------------------------------------------------------------------- |
| Overgrootouders                                  | Tancred van Hauteville (-1041) ∞ Fredesende van Normandië (-)           | Tancred van Hauteville (-1041) ∞ Fredesende van Normandië (-)           | Manfred van Savona (1040-1082) ∞ ? (-)                                  | Manfred van Savona (1040-1082) ∞ ? (-)                                  | Odo van Vitry (-1158) ∞ Mathilde van Rethel (1091-1051)                 | Odo van Vitry (-1158) ∞ Mathilde van Rethel (1091-1051)                 | Godfried van Namen (1067-1139) ∞ Ermesinde I van Namen (1080-1143)      | Godfried van Namen (1067-1139) ∞ Ermesinde I van Namen (1080-1143)      |
| Grootouders                                      | Rogier I van Sicilië (1031-1101) ∞ Adelheid van Savona (1072-1118)      | Rogier I van Sicilië (1031-1101) ∞ Adelheid van Savona (1072-1118)      | Rogier I van Sicilië (1031-1101) ∞ Adelheid van Savona (1072-1118)      | Rogier I van Sicilië (1031-1101) ∞ Adelheid van Savona (1072-1118)      | Ithier van Rethel (1115-1171) ∞ Beatrix van Namen (1115-1160)           | Ithier van Rethel (1115-1171) ∞ Beatrix van Namen (1115-1160)           | Ithier van Rethel (1115-1171) ∞ Beatrix van Namen (1115-1160)           | Ithier van Rethel (1115-1171) ∞ Beatrix van Namen (1115-1160)           |
| Ouders                                           | Rogier II van Sicilië (1095-1154) ∞ 1130 Beatrix van Rethel (1130-1185) | Rogier II van Sicilië (1095-1154) ∞ 1130 Beatrix van Rethel (1130-1185) | Rogier II van Sicilië (1095-1154) ∞ 1130 Beatrix van Rethel (1130-1185) | Rogier II van Sicilië (1095-1154) ∞ 1130 Beatrix van Rethel (1130-1185) | Rogier II van Sicilië (1095-1154) ∞ 1130 Beatrix van Rethel (1130-1185) | Rogier II van Sicilië (1095-1154) ∞ 1130 Beatrix van Rethel (1130-1185) | Rogier II van Sicilië (1095-1154) ∞ 1130 Beatrix van Rethel (1130-1185) | Rogier II van Sicilië (1095-1154) ∞ 1130 Beatrix van Rethel (1130-1185) |